# اوزیورنویه (شهرستان کولوندینسکی، سرزمین آلتای)
اوزیورنویه (به لاتین: Ozyornoye) یک منطقهٔ مسکونی در روسیه است که در سرزمین آلتای واقع شده‌است.